# Křížová cesta (Verneřice)
Zaniklá Křížová cesta ve Verneřicích na Děčínsku se nacházela v poutním místě Boží vrch (Gottsberg) severozápadně od obce.

## Historie
Křížová cesta byla vybudována roku 1737 ve východním svahu vršku. Původně bylo postaveno sedm zastavení, jejich počet byl brzy doplněn na celkových čtrnáct, což řadí cestu mezi nejstarší s tímto počtem zastavení.
Zastavení byla součástí poutního místa Boží vrch, kde se nacházel filiální poutní barokní kostel Nejsvětější Trojice, postavený v letech 1732–1733. Při Josefínských reformách byl zrušen, v 19. století byla odstraněna historicky unikátní křížová cesta. Větší rekonstrukce kostela proběhla roku 1886, o 20 let později zachvátil dvě budovy na Gottesberku požár. Vysídlení původního obyvatelstva po druhé světové válce a nezájem státní správy způsobil jeho zboření 16. ledna 1975.